# Giorgio Fogar
Giorgio Fogar (Monfalcone, 21 dicembre 1939) è un ex calciatore italiano, di ruolo attaccante.

## Carriera
Cresce calcisticamente nel C.R.D.A. dove a 19 anni non compiuti segna 22 gol nel campionato di IV Serie. In breve tempo entra nel mirino di prestigiosi club italiani tra cui il Milan, fresco campione d'Italia. La scelta di Fogar ricade proprio sui rossoneri, e con le giovanili del Milan conquista l'edizione del Torneo di Viareggio del 1960.
Giuseppe Viani lo fa esordire in Serie A il 20 marzo 1960 in Udinese-Milan (2-2). La settimana seguente gioca ala destra nel derby vinto contro l' Inter per 5-3. In seguito diventa titolare, ma gioca poche partite perché viene convocato assieme ad altri giocatori del Milan nella Nazionale che preparerà le Olimpiadi di Roma del 1960. Esordisce in Nazionale il 9 marzo 1960 a Berna in Svizzera-Italia (1-4). Gioca poi titolare ad Ankara contro la Turchia (0-1), a Brescia contro il Regno Unito (5-1), a Catania nuovamente contro la Turchia. Il 5 giugno 1960 a Grosseto segna il primo gol in Nazionale nel pareggio (1-1) contro la Francia.
Tuttavia, nonostante le buone prestazioni, viene estromesso dai convocati per l'Olimpiade per motivi disciplinari.
L'anno successivo si accorda con la Lazio in Serie A, ma il Milan per punizione lo dirotta in Serie B al Brescia, poi alla Triestina, quindi in Serie C, prima con il Barletta e quindi con il Grosseto, per tornare in Serie B, nel 1963, con il Palermo.
Poi è la volta della Reggiana e nel novembre 1969 scende di nuovo in Serie C nella SPAL di Paolo Mazza. Successivamente, assieme a Roberto Ranzani, viene ceduto al Benevento in Serie D, dove concluderà la sua carriera nel 1971.

## Palmarès

### Club

#### Competizioni nazionali
- Torneo di Viareggio: 1

Milan: 1960